# Känselhår
Känselhår, även kallade morrhår eller sinushår, är en form av mekanosensoriska receptorer som återfinns i bland annat hörsel-, balans- och sidolinjeorgan, huvudsakligen bland ryggradsdjur. Här omvandlar sinushår vibrations- och akustik-stimuli till balans- och hörselförnimmelser. Förutom hos ryggradsdjur återfinns känselhår i manteldjurs kransorgan. Här sitter håren utmed innerkanten av munsifonen, där de skyddar djuret genom att registrera större partiklar. Hos ryggradsdjur är känselhår vanligen placerade på kinder, runt läppar, nos och ögon samt i näsborrar, men kan även förekomma på andra platser på djuret. Många djurarter delar ett flertal av de sensoriska hårcellernas funktionella och strukturella egenskaper. Samtidigt finns många olika specialiseringar av hårcellernas sensoriska uppgifter. Ett exempel på känselhår är människans ögonfransar, som orsakar reflexmässig stängning av ögonlocket då de träffas av damm.

## Generell, kortfattad anatomi

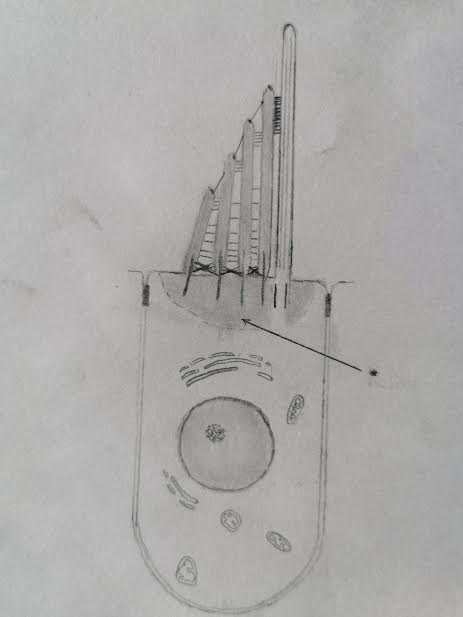
Bild 1: Översiktlig skiss av en hårcells anatomi. Pilen markerar den kutikulära plattan.

Sinushår består bland annat av ett flertal stereocilier. Stereocilierna är ett slags långa, orörliga utskott uppbyggda av aktinfilament. Dessa är vanligen mellan 50 och 100 till antalet och sitter sammanbundna, tätt ihop i en trappliknande formation (se bild 1). Till ett av utskotten är i regel en ensam cilie bunden. Ett lager av mikrofilament kallat den kutikulära plattan finns under stereocilierna. Hit binder utskottens avsmalnande bas. Som tidigare nämnt finns variationer gällande känselhårs strukturella och funktionella egenskaper. Nedan ges en kortfattad introduktion till egenskaperna sinushåren innehar i balansorgan och hörselorgan bland ryggradsdjur. 

### Känselhår i balansorgan
Balansorganet är det organ som detekterar horisontell acceleration och vinkelacceleration. Bland ryggradsdjur görs detta med hjälp av känselhår. Dessa hårceller är belägna i en utbuktning av balansorganets båggång, i en del som går under benämningen ampullen. Ampullerna är omgivna av en slags rörlig geléaktig massa, kupulan, in i vilka hårcellernas hår pekar. Kupolan sitter likt en hatt över hårcellerna. Båggångarna i balansorganet innehåller vätskan endolymfa. Vid rotation av huvudet orsakar endolymfans fysiska tröghet att vätskan stannar kvar. Det får i sin tur till följd att hårcellernas stereocilier böjs. Samma händelseförlopp sker vid deacceleration, med undantaget att kupulan då böjs åt motsatt håll, återigen på grund av endolymfans tröghet. Då stereociliera utsätts för denna stimuli signaleras hjärnan om att huvudets läge ändrats. På så vis kan kroppens balans upprätthållas.
De två hinnsäckarna utriculus och sacculus registrerar rätlinjig, horisontell respektive vertikal acceleration. Här är hårcellerna belägna i den så kallade makulan. Sinushåren är vända åt olika håll för att kunna detektera acceleration i olika riktningar. Ovanpå makulan, omgiven av endolymfa, finns en gelatinös massa. Massan innehåller kalciumkarbonatkristaller, otoliter, dit hårcellernas hår projekterar. Otoliterna ökar gelémassans densitet, och därmed även dess tröghet. Detta får till följd att den gelatinösa massans fysikaliska tröghet blir betydligt högre än endolymfans. Detta gör i sin tur att gelémassans hastighet förändras långsammare än vad huvudets gör. Accelerationsdifferensen får sinneshåren att böjas i motsatt riktning gentemot organets accelerationsriktning.  
Vidare kan hårcellerna i makulorna även registrera gravitation, och därmed förse information om organets läge i förhållande till lodlinjen. Fenomenet är till skillnad från tidigare i texten återgivna fenomen statisk. Då vi lutar oss framåt, lutas även de vågräta makulorna. Därmed faller otoliterna neråt, vilket gör att sinneshåren böjs. Känselhåren skickar ständigt signaler till hjärnan. Otoliterna förändrar dock frekvensen i vilken signalerna skickas. Böjer vi oss åt ena hållet kommer signalstyrkan att öka, vice versa. Denna förändring av signalfrekvens fortskrider till dess att huvudets läge återigen förändras. Genom dessa processer kan makulor registrera stimuli av såväl linjär acceleration som statiskt läge i rummet. Hårceller spelar i och med detta en viktig roll i manövreringen av kroppen, både gällande dess läge och dess rörelser.

### Känselhår i hörselorgan
Känselhår tjänar även en viktig funktion i hörselorganet. Vid stimuli av ljud böjs känselhåren. Rörelsen öppnar upp kaliumjonkanaler. Tack vare den höga koncentrationen av jonerna i den lösning som omger hårcellerna, strömmar dessa in via kanalerna och depolariserar på så vis hårcellerna. Depolarisationen frigör signalsubstanser i klyftan mellan hårcellen och dess synapsförsedda neuron. Om depolarisationen mellan den omgivande lösningen och hårcellerna blir tillräckligt substantiell, överförs aktionspotential till den så kallade chochlearnerven. Därmed har stimulin omvandlats till en nervimpuls. Ljudintensiteten vi upplever bestäms av antalet hårceller på en viss plats som stimuleras. Tonhöjden avgörs av vilka av basilarmembranets hårceller som aktiveras.